# Hans Schweizer (Künstler, 1925)
Hans Schweizer (* 8. März 1925 in Michelstadt; † 27. August 2005 in Monheim am Rhein) war deutscher Bildhauer und Maler.

## Leben
Schweizer studierte nach dem Besuch einer Fachschule für Elfenbeinschnitzerei und der Werkkunstschule Offenbach am Main von 1949 bis 1952 an der Kunstakademie Düsseldorf bei Josef (Sepp) Mages sowie an Kölner Werkschulen.
Im Anschluss an das Studium erhielt er zahlreiche Preise bei Wettbewerben für Kunst am Bau sowie unter anderem Auftragsarbeiten am Bonner Münster und der  Düsseldorfer Königsallee. Eine Studienreise führte ihn 1954 nach Marokko, Spanien, Frankreich und Belgien. Für die evangelische Friedenskirche in Monheim-Baumberg fertigte er Altarkreuz und Taufbecken.
In den 1980er Jahren wird er durch Zunahme öffentlicher Aufträge und weitere Ausstellungen einem größeren Publikum bekannt. 1993 zeigte die Galerie Roswitha Haftmann Modern Art, Zürich Malerei und Skulpturen, 1995 Bilder und Gouachen. Sein „Mahnmal gegen das Vergessen“ steht in Monheim am Rhein, der Stadt, in der er von 1954 bis zu seinem Tod wohnte.
Hans Schweizer war Mitglied des Düsseldorfer Künstlervereins Malkasten und des  Bergischen Künstlerbundes.
Er starb am 27. August 2005 in Monheim am Rhein im Alter von 80 Jahren.

## Stil
Zu Beginn seines Schaffens widmete Schweizer sich der Figur und der Natur. In Ölgemälden und Tuschezeichnungen verarbeitete er die Erlebnisse des Krieges. In den 1950er Jahren befasste er sich mit Plastiken religiöser Ausrichtung und zunehmend abstrakter Formen starker Stilisierung.
Zwischen 1960 und 1980 entstehen Konvex-Konkav-Reliefbilder sowie Skulpturen von abstrakter Erotik. Starke Naturverfremdung und unwirkliche Farben zeichnen während des Kalten Krieges seine Aquarelle aus. Erst später malt Schweizer wieder naturalistischer.
In den 1980er Jahren stellt Schweizer Holz, Kunststoff, Bronze und Glas in den Mittelpunkt seines Schaffens. In den letzten Schaffensjahren kommen Stahlkunstwerke hinzu, wobei seine Werke wieder zunehmend abstrakter werden.